# Penroses trappa

Ändlös trappa.

Penroses trappa är en optisk illusion och ett omöjligt objekt som har bland annat lär ha utarbetats av Lionel Penrose och dennes son Roger Penrose. Denna trappa är en tvådimensionell beskrivning av en trappa som består av fyra 90-gradiga vinklar som i perspektivet skapar en evig trappa, som varken leder upp eller ned. Denna konstruktion är klart omöjlig i verkligheten, men den tvådimensionella konstruktionen skapar detta paradoxala och förvrängande perspektiv.
Det bäst kända exemplet av Penroses trappa återfinns i M.C. Eschers litografi Trappa upp och trappa ned, där trappan är en del i ett kloster, där ett antal munkar går i en ändlös trappa.
Trappan är dock tidigare konstruerad av den svenske konstnären Oscar Reutersvärd, men varken Penrose eller Escher lär ha varit medvetna om detta vid tillfället.

## Paradoxala illusioner
Paradoxala illusioner som denna genereras av objekt som är paradoxala eller omöjliga, som exempelvis den omöjliga triangeln som är en kognitiv missuppfattning då dess angränsande ytor inte kan mötas. Ett annat exempel på en paradoxal illusion återfinns på ett annat av M.C. Eschers verk i form av dennes litografi Vattenfall.
En ljudande parallell till denna illusion kan sägas vara Shepard tone.